# Elías Bazzi
Elías Bazzi (Villa del Rosario, provincia de Córdoba, Argentina, 23 de mayo de 1981) es un exfutbolista argentino. Se desempeñaba como defensor.

## Trayectoria
Jugador formado en las inferiores del Club Atlético Talleres (Córdoba). Llega a Boca Juniors de la mano de Jorge Griffa, luego de que éste lo reclutara en un trabajo realizado en el año 1995 en la ciudad de Arroyito.
Elías Bazzi llega en las inferiores de Boca Juniors. Debutó el 11 de junio de 2000 como titular frente a Colón junto a Facundo Imboden, en la victoria por 3 a 2, del Torneo Clausura 2000.
De la camada de César González, Gabriel Christovao, Jonathan Fabbro y Roberto Colautti, también jugó un cuadrangular con la Selección Sub-20 junto a Lux, Mauro Cetto, Diego Rivero, Nicolás Burdisso, Luis Oscar González, Santiago Kuhl, Alejandro Domínguez, Lequi, Facundo Pérez Castro, Christian Cellay, Emiliano Giannunzio, Pablo Brandán, Wilfredo Caballero, Carlos Marinelli, Pablo Calandria y José Parmiggiani entre otros, que en su mayoría formaron la base del campeón mundial de la categoría.
Sin dudas su nombre tomó mayor repercusión en el año 2002 cuando partió hacia Inglaterra, más precisamente a Londres, para transformarse en nuevo refuerzo del Chelsea y convertirse así, en el primer argentino que iba a formar parte de éste conjunto inglés, dirigido en aquel entonces por Claudio Ranieri. Llegó en condición de préstamo por un año, pero luego de disputar 2 partidos y por problemas relacionados al pasaporte tuvo que retornar al país e intentó ser fichado en Nueva Chicago, pero en la AFA no estaba registrado como jugador libre, por quedar su pase en Inglaterra lo que le impidió jugar en primera división. En 2003 fichó en Sportivo Italiano.
En 2004 viajó a España y se unió a los intereses del Mallorca, donde intercaló partidos con el primer y segundo equipo.
En agosto de 2004 llegó a Club Deportivo Godoy Cruz Antonio Tomba. En 2005 llega a Rumania donde va a desarrollar gran parte de su carrera, formando parte de National de Bucarest, FC Argeș, Dinamo Bucarest y Universitatea Cluj.club Atlético talleres de Córdoba campeón 2013, Gimnasia y tiro de Salta.

## Clubes
| Club                 | País      | Año       |
| -------------------- | --------- | --------- |
| Boca Juniors         | Argentina | 2000-2002 |
| Sportivo Italiano    | Argentina | 2002-2004 |
| Mallorca             | España    | 2004      |
| Godoy Cruz           | Argentina | 2004-2005 |
| National de Bucarest | Rumania   | 2005-2006 |
| FC Argeș             | Rumania   | 2006-2010 |
| Dinamo Bucarest      | Rumania   | 2010      |
| Universitatea Cluj   | Rumania   | 2011      |
| FC Argeș             | Rumania   | 2012      |
| Talleres             | Argentina | 2012-2014 |
| Gimnasia y Tiro      | Argentina | 2015-2016 |